# Осек (гміна Завідз)
Осек (пол. Osiek) — село в Польщі, у гміні Завідз Серпецького повіту Мазовецького воєводства.
Населення — 308 осіб (2011).
У 1975-1998 роках село належало до Плоцького воєводства.

## Демографія
Демографічна структура станом на 31 березня 2011 року:
|          | Загалом | Допрацездатний вік | Працездатний вік | Постпрацездатний вік |
| -------- | ------- | ------------------ | ---------------- | -------------------- |
| Чоловіки | 154     | 36                 | 103              | 15                   |
| Жінки    | 154     | 35                 | 82               | 37                   |
| Разом    | 308     | 71                 | 185              | 52                   |